# (30517) 2001 LJ15
2001 أل جاي 15 (ويعرف أيضًا باسم (30517) 2001 أل جاي 15 وفق تسمية الكوكب الصغير) (بالإنجليزية: 2001 LJ15)‏ هو كويكب ضمن حزام الكويكبات؛ وترتيبه 30517 من حيث الاكتشاف.
اكتُشف هذا الجُرم الفلكي بواسطة سبيس واتش في 11 يونيو 2001.

## وصلات خارجية
- (30517) 2001 LJ15 في قاعدة بيانات مختبر الدفع النفاث لأجرام النظام الشمسي الصغيرة

- الاكتشاف · مخطط المدار ·  العناصر المدارية · المعلمات المادية

- (30517) 2001 LJ15 على موقع ويكي سكاي: DSS2, SDSS, GALEX, IRAS, Hydrogen α, X-Ray, Astrophoto, Sky Map, Articles and images